# Agustí Masvidal i Salavert
Agustí Masvidal i Salavert (Sabadell, 6 de febrer de 1920 - 18 de maig de 2000) fou un farmacèutic, dibuixant català.

## Biografia
Masvidal es va dedicar professionalment al món de la farmàcia. Va il·lustrar la secció de botànica de la revista Integral i diverses publicacions de tema local i comarcal, com els llibres Del torrent de la Tosca, Feines i oficis i tipus populars de Sabadell o De les eixides. En solitari, va publicar 143 places de Sabadell. Fou soci i col·laborador de diverses entitats ciutadanes de caràcter cultural, com la Fundació Bosch i Cardellach, les Agrupacions Professionals Narcís Giralt, l'Agrupació de Pessebristes, els Amics dels Goigs, el Museu d'Història de Sabadell o l'Acadèmia de Belles Arts. La seva prolífica obra abraça no només Sabadell i el rodal, sinó també ciutats d'Europa que ell va visitar o indrets de tot Catalunya on es poden contemplar singulars mostres de la seva producció artística com el Via Crucis pintat a l'oli de l'Església de Bagergue (Val d'Aran) o l'excel·lent reproducció de la seva creu romànica de processó, l'original de la qual es troba al MNAC. L'artista també va fer donació d'algunes de les seves obres publicades en el llibre El romànic del Vallès al MNAC i al Museu d'Art de Sabadell. Especialment destaca que va obtenir el Primer premi de dibuix de la Biennal de l'Acadèmia de Belles Arts el 1969. Actualment el Centre d'Art d'Època Moderna (CAEM) de la Universitat de Lleida està realitzant l'inventari i la catalogació de la seva obra com a artista català contemporani d'elevat interès artístic i documental.
A Sabadell va exposar a l'Acadèmia de Belles Arts als anys 1940 i 1950, tant de forma individual (1943) com col·lectivament (1943, 1948 i 1950). Igualment, consta que va prendre part en el Tercer Saló Biennal de Belles Arts del 1957, que organitzava aquesta mateixa entitat i que es va presentar a la Caixa d'Estalvis de Sabadell.
Es conserva obra d'Agustí Masvidal al Museu d'Història de Sabadell i al Museu d'Art de Sabadell.
El 2020, centenari del seu naixement, l'Ajuntament de Sabadell, per mitjà del Museu d'Art mostra l'exposició "Agustí Masvidal (1920-2020). La precisió de la mirada".

## Publicacions[5]
- Masvidal i Salavert, Agustí. 143 places de Sabadell. Sabadell: Fundació de les Arts i de les Lletres de Sabadell, DL 1995
- Masvidal i Salavert, Agustí. De les eixides. Sabadell: Amics de les Arts i de les Lletres, 1980
- Farell i Domingo, Joan. Del terme de Sabadell. Textos: Joan Farell i Domingo; dibuixos: Agustí Masvidal i Salavert [S.l: s.n.], DL 1985 (Sabadell: Imp. B 2/C)
- Masvidal i Salavert, Agustí. Dels carrers de Sabadell. Sabadell: Amics de les Arts i de les Lletres, 1982
- Farell i Domingo, Joan, Agustí Masvidal i Salavert. Feines i oficis i tipus populars de Sabadell. Sabadell: "la Caixa", 1989
- Masvidal i Salavert, Agustí. Masvidal: Botànica il·lustrada: del 4 de setembre al 16 de novembre de 2003, Saló modernista de Caixa Sabadell: [catàleg de l'exposició]. Sabadell: Fundació Caixa Sabadell, 2003
- Farell i Domingo, Joan. Tipus populars: feines i oficis. Textos: Joan Farell i Domingo; dibuixos: Agustí Masvidal i Salavert .[Catalunya?]: [l'autor?], 1983
- Alsina i Giralt, Joan. Els molins del riu Ripoll. [Sabadell: Amics de les Arts i de les Lletres], 1988
- Vall i Rimblas, Ramon. El romànic del Vallès. Sabadell: Ausa, cop. 1983